# 大善寺站
大善寺站（日语：／ Daizenji eki */?）是位於福岡縣久留米市大善寺町宮本，西日本鐵道（西鐵）的天神大牟田線車站。車站編號為T32。所有列車均停靠此站。在大川鐵道時代，此站與安武站之間曾經設有隱塚站。

## 歷史
- 1912年（大正元年）12月30日 - 大川鐵道車站啟用。
- 1937年（昭和12年）
  - 6月22日 - 大川鐵道被九州鐵道 (第2代)收購合併，成為九州鐵道單獨車站。
  - 10月1日 - 此站至大善寺之間改軌距至1435毫米，同時電氣化。路線編入至大牟田線內。此站至上久留米之間改名為上久留米線（日语：西鉄大川線）。
- 1939年（昭和14年）11月1日 - 新設急行班次，並成為急行停車站。
- 1942年（昭和17年）9月19日 - 九州鐵道等公司合併至九州電氣軌道（日语：九州電気軌道），成為九州電氣軌道車站（在3日後的9月22日，公司改名為西日本鐵道）。
- 1951年（昭和26年）9月25日 - 大川線暫停服務（後來沒有重開，於1966年（昭和41年）5月6日廢止）。
- 1957年（昭和32年） - 前代車站大樓建成。
- 1959年（昭和34年）5月1日 - 急行升級至特急，當時特急通過此站。
- 2008年（平成20年）5月18日 - 此站開始可以使用IC卡nimoca。
- 2017年（平成29年）2月1日 - 此站引入車站編號[1]。

## 車站構造

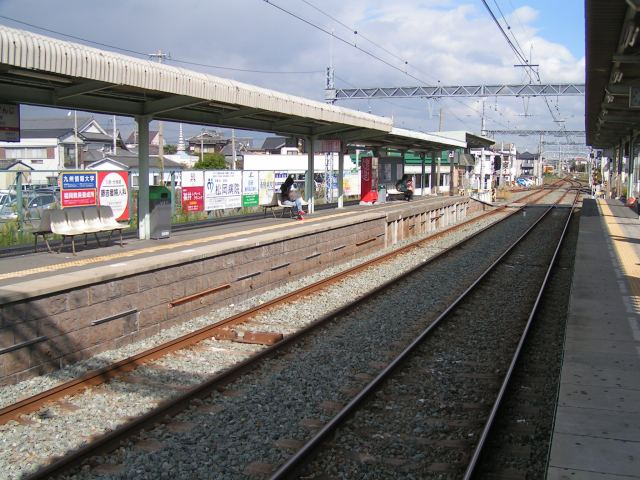
站內 (2005/11/16)

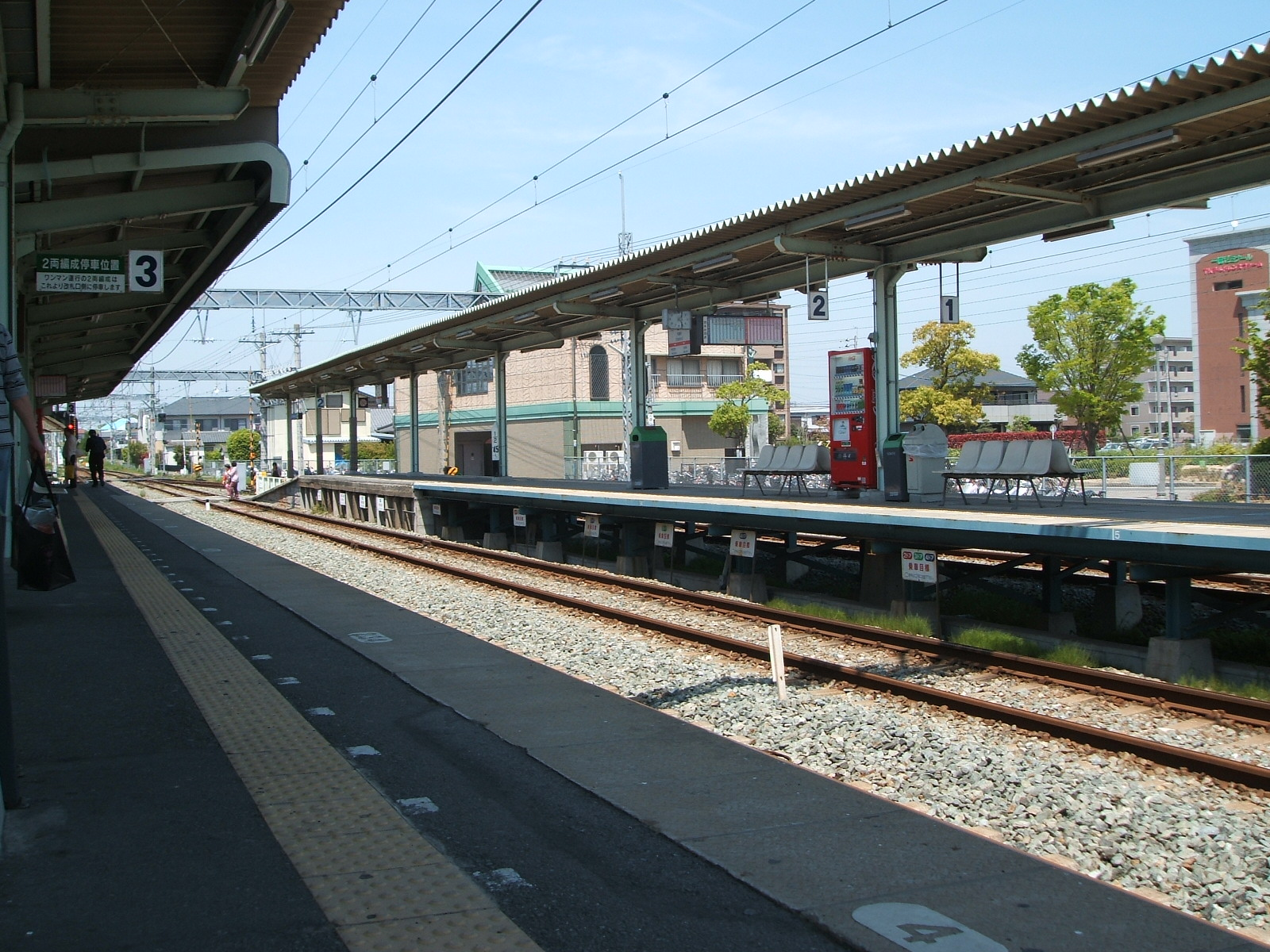
2、3號月台和東出口車站大樓。後方為西鐵福岡（天神）站方向

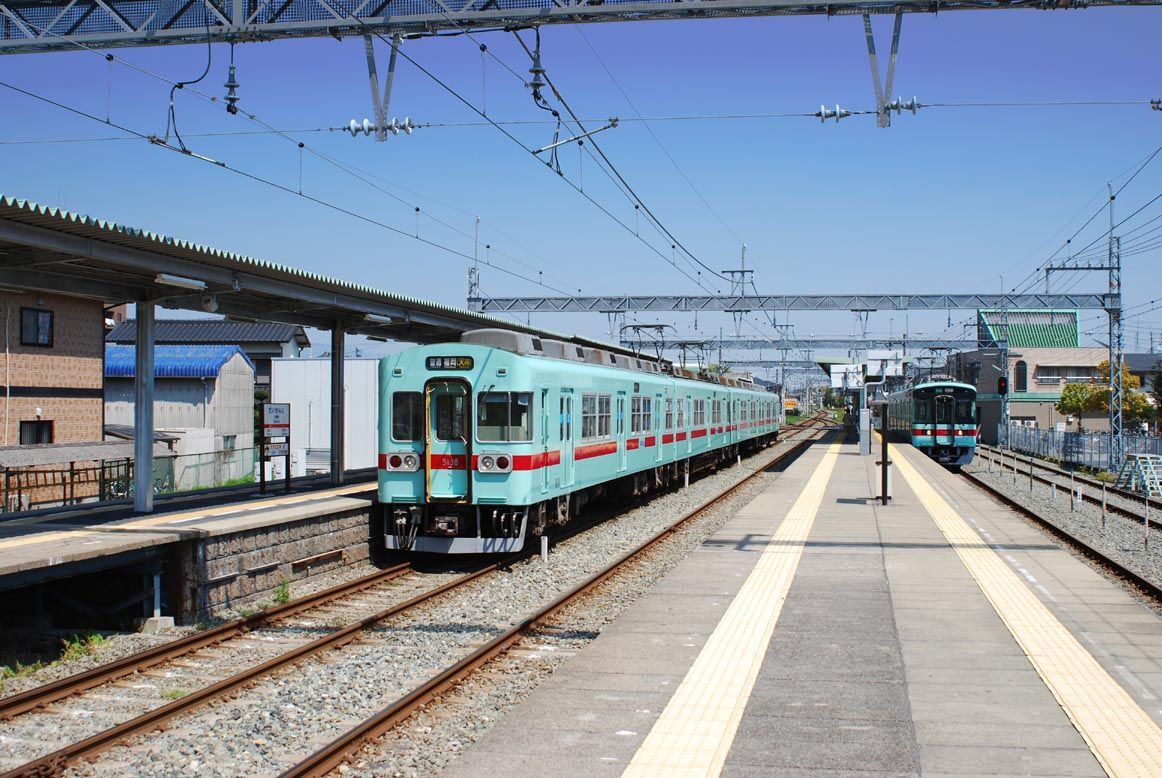
大善寺站內。後方為西鐵福岡（天神）站方向

車站是一座地面車站，設有2面4線的島式月台，另外設有1條留置線。在90年代中期前，此站只有2面3線月台，上行線一方為島式月台。月台靠近西鐵福岡（天神）一方設有站內平交道。車站大樓共有東出口和西出口二處。
此站至試驗場前站之間為單線鐵路，此站至蒲池站之間為雙線鐵路。曾經只有此站至鄰站三瀦之間為雙線鐵路。
此站是西鐵天神大牟田線特急停車站內，唯一沒有LED式列車資訊牌和自動廣播。另外，此站是唯一設有站內平交道的特急、急行停車站。

### 月台
| 月台 | 路線          | 上下行 | 方向                     | 備註 |
| ---- | ------------- | ------ | ------------------------ | ---- |
| 1、2 | ■天神大牟田線 | 下行   | 柳川、大牟田方向         |      |
| 3、4 | ■天神大牟田線 | 上行   | 久留米、福岡（天神）方向 |      |

## 使用狀況
在2019年度，1日平均上下車人次為3,357人。在特急停車站中，此站最少人次使用。此站作為緩急接續的車站，許多乘客會在此站轉乘特急列車與普通列車。
以下為各年度1日平均使用人次列表：
| 年度   | 1日平均 乘車人次 | 1日平均 上下車人次 |
| ------ | ---------------- | ------------------ |
| 2007年 | 1,964            | 3,931              |
| 2008年 | 1,926            | 3,854              |
| 2009年 | 1,827            | 3,654              |
| 2010年 | 1,808            | 3,631              |
| 2011年 | 1,740            | 3,490              |
| 2012年 |                  | 3,482              |
| 2013年 |                  | 3,543              |
| 2014年 | 1,682            | 3,365              |
| 2015年 | 1,719            | 3,442              |
| 2016年 | 1,726            | 3,442              |
| 2017年 | 1,710            | 3,328              |
| 2018年 | 1,682            | 3,376              |
| 2019年 |                  | 3,357              |

## 車站周邊
東出口設有迴旋路，西出口設有的士站和巴士站。車站南邊設有田園地帶。
- 久留米市立大善寺小學
- 大善寺郵局
- 大善寺汽車學校
- 老人之家大善寺

## 巴士路線
西出口設有西鐵巴士久留米大善寺巴士站。
- 城島（日语：城島町）、大川橋（日语：西鉄バス久留米・大川支社）方向（15號）

該巴士路線方便轉乘福岡（天神）方向的特急列車。
- JR久留米站方向（15號、48號）

15號經鬼塚，48號經若宮橋。

## 相鄰車站
西日本鐵道
■天神大牟田線
■特急、■急行
花畑（T28）－大善寺（T32）－西鐵柳川（T39）
■普通
安武（T31）－大善寺（T32）－三瀦（T33）

### 曾經存在的路線
西日本鐵道
大川線（1952年暫停服務，1966年廢止）
御塚（1937年廢止）－大善寺（T32）－早津崎

## 注腳
1. ↑   (PDF). 西日本鐵道. 2017-01-24  [2017年3月20日]. （原始内容存档 (PDF)于2020-07-28） （日语）.
2. ↑  . 西日本鉄道株式会社.   [2021-01-14]. （原始内容存档于2021-01-29） （日语）.
3. ↑  久留米市統計書（運輸・通信）西鉄各駅乗降人員数 （页面存档备份，存于）（日語） 2021年3月4日參閲

## 外部連結
- 大善寺站（西鐵沿線web） （页面存档备份，存于）（日語）